# Barvinkove, Ovruci
Barvinkove (în ucraineană Барвінкове) este un sat în comuna Pokaliv din raionul Ovruci, regiunea Jîtomîr, Ucraina.

## Demografie
Componența lingvistică a localității Barvinkove
     Ucraineană (100%)
Conform recensământului din 2001, toată populația localității Barvinkove era vorbitoare de ucraineană (100%).